# Radical Chic
Radical Chic foi um programa de televisão brasileiro, produzido e exibido pela TV Globo em 1993.
Inspirado na personagem homônima criada pelo cartunista Miguel Paiva, estreou em 19 de abril de 1993, às 17 horas.
Em 2018, foi reprisado pelo canal Viva.

## O programa
Era um híbrido de programa humorístico e game show apresentado por Maria Paula Fidalgo. Nele, Andréa Beltrão interpretava a personagem em várias esquetes, e dessas esquetes eram tirados os temas que seriam perguntados depois no jogo. O jogo era uma competição de perguntas e respostas entre adolescentes do Ensino Médio ou universitários, com equipes separadas por sexo. A equipe que mais acumulasse pontos ganhava prêmios em dinheiro.
A grande final foi disputada pelos rapazes do Colégio Estadual Pedro Alvares Cabral (CEPAC) e as moças do curso de idiomas Yázigi, sendo vencida pelos rapazes do CEPAC e recebendo o prêmio de CR$ 500.000,00 (quinhentos mil cruzeiros reais), o maior prêmio pago por um game show televisivo até então. Também com as excelentes atuações cômicas de Ewerton de Castro e Eduardo Martini, nos papéis dos garçons Oliveira e Siqueira.

## Repercussão
Apesar do sucesso entre adolescentes, o programa sofreu várias críticas. Um dos motivos é porque se parecia demais com o quadro Sexolândia, sucesso no Domingão do Faustão na época. Além disso, as tentativas de levar ao ar game shows na emissora envolvendo adolescentes não foram bem-sucedidas, a exemplo do anterior Bobeou Dançou (apresentado por Xuxa) e o posterior Ponto a Ponto, comandado por Márcio Garcia e outras duas apresentadoras, que ficaram pouco tempo no ar. Se por um lado a produção o programa recebia cartas de telespectadores da Argentina e do Uruguai, por outro apenas Andréa Beltrão era elogiada pela sua atuação da personagem Radical Chic.
E por fim, alguns dos temas propostos por vezes envolviam sexo, o que fez com que o programa sofresse várias intervenções da Vara da Infância do Rio de Janeiro. Meses depois da estreia, apenas estudantes maiores de idade eram aceitos para participar do programa.